# Елла Гальварссон
Елла Гальварcсон (швед. Ella Halvarsson) — шведська біатлоністка,  призерка чемпіонату світу, чемпіонка юніорської світової першості.

## Результати
Джерелом усіх результатів є сайт Міжнародного союзу біатлоністів.

### Чемпіонати світу
| Змагання         | Індивідуалка | Спринт | Персьют | Масстарт | Естафета | Змішана естафета | Одиночна змішана естафета |
| ---------------- | ------------ | ------ | ------- | -------- | -------- | ---------------- | ------------------------- |
| Ленцергайде 2025 | Срібло       | 9      | 9       | 17       | Бронза   | —                | 5                         |

### Кубок світу
| Сезон   | Загальний залік | Загальний залік | Загальний залік | Індивідуалка | Індивідуалка | Спринт | Спринт | Персьют | Персьют | Мас-старт | Мас-старт |
| Сезон   | Гонки           | Очки            | Місце           | Очки         | Місце        | Очки   | Місце  | Очки    | Місце   | Очки      | Місце     |
| ------- | --------------- | --------------- | --------------- | ------------ | ------------ | ------ | ------ | ------- | ------- | --------- | --------- |
| 2022–23 | 2/20            | 8               | 81st            | 8            | 59           | —      | —      | —       | —       | —         | —         |

#### Особисті подіуми
- 2 подіуми

| № | Сезон   | Дата           | Етап        | Рівень          | Гонка                | Місце |
| - | ------- | -------------- | ----------- | --------------- | -------------------- | ----- |
| 1 | 2024–25 | 4 грудня 2024  | Контіолагті | Кубок світу     | Коротка індивідуалка | 2     |
| 2 | 2024–25 | 18 лютого 2025 | Ленцергайде | Чемпіонат світу | Індивідуалка         | 2     |

#### Подіуми в естафетах
| № | Сезон   | Дата              | Етап        | Рівень          | Гонка                     | Місце | Teammate                       |
| - | ------- | ----------------- | ----------- | --------------- | ------------------------- | ----- | ------------------------------ |
| 1 | 2024–25 | 30 листопада 2024 | Контіолагті | Кубок світу     | Одиночна змішана естафета | 1     | Себастьян Самуельссон          |
| 2 | 2024–25 | 15 грудня 2024    | Гохфільцен  | Кубок світу     | естафета                  | 3     | Магнуссон, Гейденберг, Е Еберг |
| 3 | 2024–25 | 26 січня 2025     | Антерсельва | Кубок світу     | естафета                  | 1     | Скоттгейм, Магнуссон, Г Еберг  |
| 4 | 2024–25 | 22 лютого 2025    | Ленцергайде | Чемпіонат світу | Естафета                  | 3     | Магнуссон, Г Еберг, Е Еберг    |

### Молодіжні чемпіонати світу
1 медаль (золото)
| Рік              | Вік | Індивідуалка | Спринт | Переслідування | Естафета |
| ---------------- | --- | ------------ | ------ | -------------- | -------- |
| Отепя 2018       | 18  | 16           | 75     | —              | Золото   |
| Ленцергайде 2020 | 20  | 35           | 19     | 8              | 11       |
| Обертілліях 2021 | 21  | 15           | 13     | 5              | 11       |